# Erin Pizzey
Erin Patria Margaret Pizzey, née Carney le 19 février 1939 à Tsingtao, (Chine), est une écrivaine et militante britannique contre les violences conjugales, et celles faites aux enfants. Elle est notamment connue pour avoir fondé l'un des premiers refuges pour femmes victimes de violences familiales, « Women's Aid », en 1971. En 2020, elle est engagée dans le mouvement antiféministe  A Voice For Men.

## Biographie
Erin Carney est la fille d'un diplomate d'origine irlandaise, et d'une mère au foyer. Elle est âgée de 3 ans quand sa famille est capturée par des Japonais afin d'être échangée contre des prisonniers de guerre[réf. nécessaire]. Elle suit par la suite sa famille dans de nombreux voyages, notamment en Afrique du Sud, au Canada, en Amérique, en Iran, à Hong Kong et en Angleterre, où elle s'installe finalement. Elle décrit ses parents comme un couple en butte à de nombreuses disputes, son père étant froid et avare, et sa mère dépensière, les deux étant violents. Son père quitte le foyer deux jours après la mort de sa mère, alors qu'elle a 17 ans.
À 20 ans, elle se marie avec Jack Pizzey, un officier de marine devenu journaliste de télévision. Elle a deux enfants avec lui. C'est dans la banlieue de Londres, à Chiswick, en 1971, qu'elle donne naissance au premier refuge portant aide et assistance aux femmes, après avoir accueilli de nombreuses victimes de violence conjugale chez elle. En 1975, les éditions Des femmes publient Crie moins fort les voisins vont t'entendre, un ouvrage sur cette expérience. Son mari est trop souvent absent, la trompe, et ils finissent par se séparer.
Ses relations avec les féministes qui gèrent le refuge avec elle sont tendues : elle se méfie de ces intellectuelles qui ne sont pas des femmes au foyer ; elle est en désaccord avec leurs opinions politiques, considère qu'elles sont toutes engagées politiquement (maoïsme, léninisme, marxisme), et reproche au MLF de ne pas accueillir d'hommes. Elle considère contrairement à elles que les violences sont uniquement le fait de couples dysfonctionnels, et redoute que le féminisme radical lui impose de devenir lesbienne.
Elle collabore également à certains journaux dont, entre autres, The New Statesman, The Sunday Times et Cosmopolitan.
En 1982, elle publie Prone to violence. Selon l'auteur d'Abused Men, elle est victime de menaces de mort et de boycotts de la part de militantes féministes pour y avoir écrit que les violences domestiques sont en majorité réciproques, et que les femmes sont autant capables que les hommes de telles violences ou, selon une journaliste de The Independant, pour y avoir affirmé que les femmes sont à la recherche de cette violence, raison pour laquelle elles reviennent vivre chez elles. Elle dit avoir été bannie du refuge qu'elle a fondé, et quitte cette même année l'Angleterre avec son second mari, pour vivre au Nouveau-Mexique et aux îles Caïmans avant de s'installer en Italie,.
Elle y rédige plusieurs livres, dont des romans érotiques, et divorce en 1992. S'étant fâchée avec son dernier éditeur, elle publie à compte d'auteur et s'endette, jusqu'à être expulsée de la maison qu'elle loue et revenir en Angleterre en 1997. Elle vit alors dans un refuge pour sans-abris de la banlieue de Londres, à Richmond puis s'installe à Twickenham où elle milite pour les droits des enfants et contre les violences faites aux personnes âgées dans les maisons de retraite privées. Elle entame un procès contre le gouvernement après la mort en prison de l'un de ses petits-fils, contestant l'affirmation de suicide.
En 2016, elle participe au documentaire The Red Pill de Cassie Jaye où elle explique la création des refuges pour femmes[réf. souhaitée].
En 2020, elle devient rédactrice en chef du site web antiféministe A Voice for Men.

## Ouvrages
- Scream quietly or the neighbours will hear, Penguin (1974), paru en français sous le titre Crie moins fort les voisins vont t'entendre avec une préface de Benoîte Groult, éditions des femmes, (1975).
- The slut's cook book, aux éditions Macdonald & Co (1981)
- Prone to violence, Erin Pizzey et Jeff Shapiro, aux éditions Hamlyn (1982)
- Erin Pizzey collects : an anthology of her writing, personally introduced, aux éditions Hamlyn (1983)
- Wild child: an autobiography, Erin Pizzey (1995)
- The emotional terrorist and the violence-prone, aux éditions Commoners' Pub (1998)
- Infernal child: world without love, aux éditions Little Hermit (2005)
- This way to the revolution: a memoir, aux éditions Peter Owen (2011)